# Bima

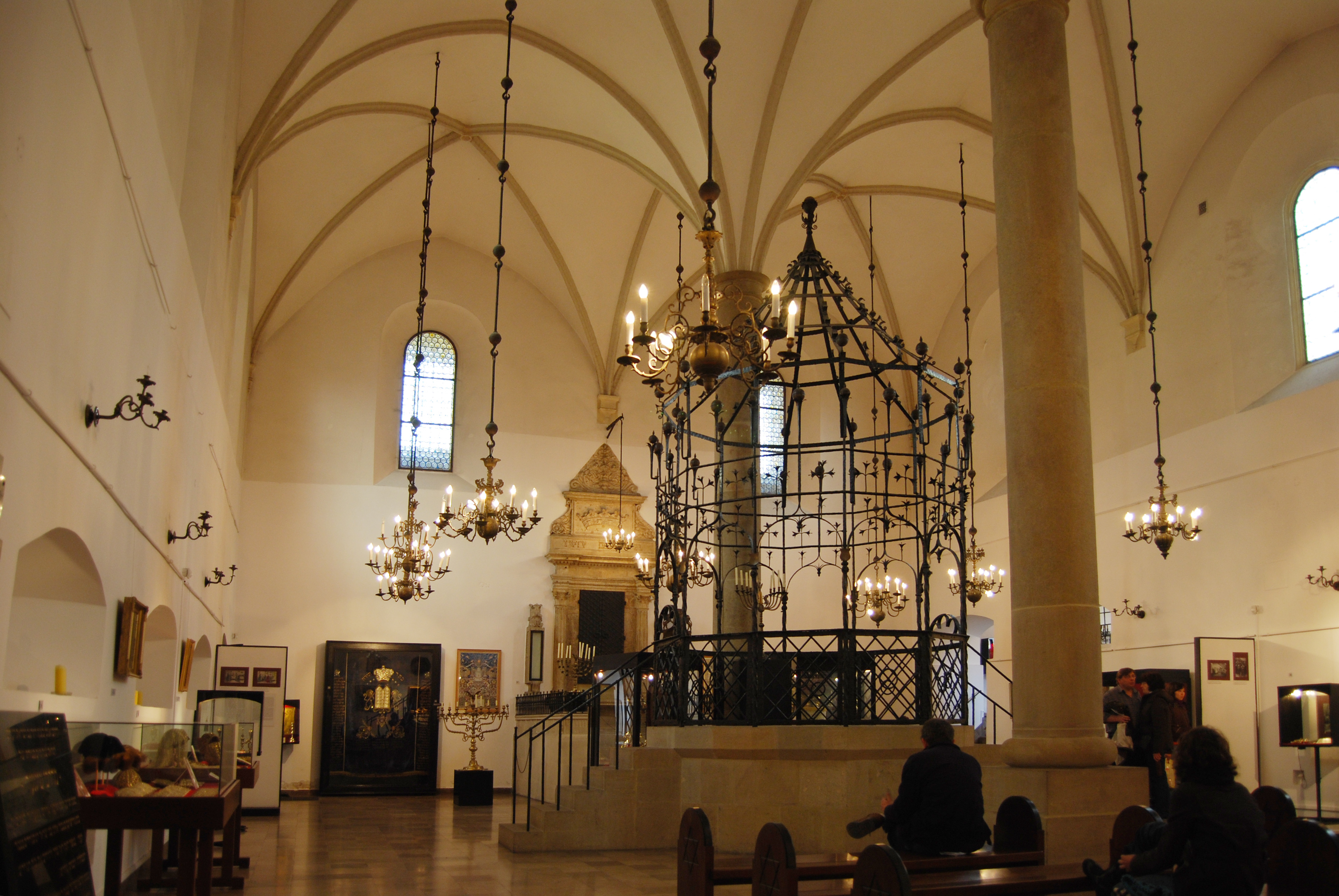
Bima ve Staré synagoze v Krakově.

Bima (hebrejsky בימה‎, z řeckého βῆμα - „pódium“) je vyvýšené místo v synagoze, nacházející se většinou uprostřed hlavního sálu modlitebny. Někdy se pro ni, zejména mezi sefardskou komunitou, používá též označení almemor (אלממור‎) nebo teva (תבה‎).

## Účel
Bima slouží jako symbolická připomínka událostí popisovaných v knize Exodus, kdy byl Izrael shromážděn kolem hory Sinaj ve chvíli, kdy Bůh uděloval lidem Tóru. Tak jako byli Izraelité shromážděni kolem hory, tak jsou i dnes židé shromážděni kolem bimy, ze které je Tóra předčítána.
Na bimě je umístěn čtecí stůl (שולחן‎, šulchan), na který se pokládá a ze kterého je předčítána Sefer Tora (ספר תורה‎). Kromě Tóry je z bimy předčítán například svitek Ester při svátku Purim a z bimy také mívá rabín svou drašu (draša, דרשה‎, výklad, homilie).
Některé části liturgie vede z bimy chazan חזן‎ (hebrejsky חזן, někdy nazývaný též kantor), ale nemusí nutně vést všechny. Chazan většinou vede bohoslužby ze sníženého místa u aron ha-kodeš, kde je také pro něj zbudován čtecí pultík (עמוד‎, amud).
V reformních synagogách bima uprostřed synagogy chybí a je spojena s vyvýšeným místem u aron ha-kodeš, tj. východní stěny synagogy.